# 日本・マレーシア経済連携協定
日本・マレーシア経済連携協定（にほん・マレーシアけいざいれんけいきょうてい、英語: Agreement between the Government of Japan and the Government of Malaysia for an Economic Partnership）とは、2005年に日本とマレーシアの間で締結された経済連携協定である。日本法においては国会承認を経た「条約」であり、日本政府による日本語の正式な題名・法令番号は「経済上の連携に関する日本国政府とマレーシア政府との間の協定（平成18年条約第7号）」である。

## 署名・発効までの経緯
2002年1月14日の小泉首相のASEAN諸国訪問における政策演説において、「日・ASEAN包括的経済連携構想」を提案。
2002年12月12日の東京における日・マレーシア首脳会議において、「経済連携については、マハディール首相は、政府部内で経済連携の基礎となる文書を準備している旨述べたのに対して、小泉総理より、マレイシアはASEANの中核であり、十分連携を取りつつ協議を進めたい旨述べた。」のやりとりがあった。
2003年5月8日及び9日に、日・マレーシア経済連携に関する第1回会合が東京において開催され、日・マレーシア経済連携に関する作業部会を設置することに合意した。。
2003年7月4日及び5日に、日・マレーシア経済連携に関する第2回会合がマレーシアのランカウイにおいて開催され、産業界の代表及び学識経験者を交えた共同研究会を設置することに合意した。経済連携実現に向けた両国間の本交渉は、共同研究会の段階が終了し、双方が合意に至った時点で開始されることになる。。
2003年9月29日及び30日に、日・マレーシア経済連携に関する第3回会合（第1回共同研究会会合）がマレーシアのクアラルンプールにおいて開催され、本経済連携が両国にとって互恵的な利益をもたらすべきであり、実現に向けて協議を加速させていくことで一致した。 。
2003年11月20日及び21日に、日・マレーシア経済連携に関する第4回会合（第2回共同研究会会合）がマレーシアのクアラルンプールにおいて開催され、協議においてかなりの進捗があったことで一致した。共同研究会の報告は、検討のために両国首脳に提出される予定である。両国首脳は、必要な国内手続が完了した後、正式交渉について決定することになる。 。
2002年12月12日の東京における日・マレーシア首脳会議において、日・マレーシア経済連携協定の交渉を2004年早期に開始し、合理的な期間内に締結すべきことが決定された 。
2004年1月13日にマレーシアのプトラジャヤにおいて、日・マレーシア経済連携協定（EPA）交渉の第1回会合が開催され、日本とマレーシアとのEPA交渉が開始された。
2004年3月9日から11日までの日程で東京において、日・マレーシア経済連携協定（EPA）交渉の第2回会合が開催された。
2004年5月19日から21日までの日程でマレーシアのプトラジャヤにおいて、日・マレーシア経済連携協定（EPA）交渉の第3回会合が開催された。
2004年7月19日から21日までの日程で東京において、日・マレーシア経済連携協定（EPA）交渉の第4回会合が開催された。
2004年9月25日から27日までの日程でマレーシアのクアラルンプールにおいて、日・マレーシア経済連携協定（EPA）交渉の第5回会合が開催された。
2004年11月4日から6日までの日程で東京において、日・マレーシア経済連携協定（EPA）交渉の第6回会合が開催された。
2005年5月25日、小泉首相とアブドゥラ首相とが東京での日・マレーシア首脳会談の際、日マレーシア経済連携協定の主要点について大筋合意に達したことを確認したことを共同で発表した。
2005年12月13日、小泉首相がマレーシアを訪問、マハティール首相と会談、日マレーシア経済連携協定に署名した。日本のEPAとしてはメキシコに続いて3カ国目。
日本における国内手続として、2006年2月24日に、協定の締結承認案件が閣議決定され、同日衆議院へ提出された。国内法の改正については、2006年2月24日の閣議決定された経済上の連携の強化に関する日本国とメキシコ合衆国との間の協定に基づく特定原産地証明書の発給等に関する法律の一部を改正する法律案が同日に衆議院へ及び2006年2月24日の閣議決定された関税定率法等の一部を改正する法律案が同日に衆議院へ提出された。
衆議院において、協定の締結承認案件は、外務委員会に付託され、2006年3月29日に委員会で、3月30日に衆議院本会議で可決され、参議院に送られた。賛成会派は、「自由民主党、民主党、公明党、日本共産党、社会民主党、国民新党」であり、全会一致であった。
経済上の連携の強化に関する日本国とメキシコ合衆国との間の協定に基づく特定原産地証明書の発給等に関する法律の一部を改正する法律案は、経済産業委員会に付託され、2006年3月8日に委員会で、3月9日に衆議院本会議で可決され、参議院に送られた。賛成会派は、「自由民主党、民主党、公明党、日本共産党、社会民主党、国民新党」であり、全会一致であった。
関税定率法等の一部を改正する法律案は、財務金融委員会に付託され、2006年4月21日に委員会で、4月25日に衆議院本会議で可決され、参議院に送られた。賛成会派は、「自由民主党、民主党、公明党、日本共産党、社会民主党、国民新党」であり、全会一致であった。
参議院において、協定の締結承認案件は、外交防衛委員会に付託され、協定は、2006年4月25日に委員会で、4月26日に参議院本会議で可決され、国会の承認がされた。賛成会派は、「自由民主党、民主党・新緑風会、公明党、日本共産党、社会民主党・護憲連合、国民新党・新党日本の会」であり、全会一致であった。
経済上の連携の強化に関する日本国とメキシコ合衆国との間の協定に基づく特定原産地証明書の発給等に関する法律の一部を改正する法律案は、経済産業委員会に付託され、2006年5月11日に委員会で、5月12日に参議院本会議で可決され、成立した。賛成会派は、「自由民主党、民主党・新緑風会、公明党、日本共産党、社会民主党・護憲連合、国民新党・新党日本の会」であり、全会一致であった。
関税定率法等の一部を改正する法律案は、財務金融委員会に付託され、2006年3月28日に委員会で、3月29日に参議院本会議で可決され、成立した。賛成会派は、「自由民主党、民主党・新緑風会、公明党、日本共産党、社会民主党・護憲連合、国民新党・新党日本の会」であり、全会一致であった。
2008年6月1日、両国の国内手続の終了を受け、東京において、経済上の連携に関する我が国とインドネシア共和国との間の協定（日本・インドネシア経済連携協定）の効力の発生に関する外交上の公文の交換がされた。
発効は 2006年7月13日。

## 概要
農産物の市場開放は、熱帯果実（マンゴー、マンゴスチン、ドリアン、パパイヤ、ランブータン等は即時関税撤廃）、バナナ（関税割当の設置(枠内税率無税(毎年千トン))、林産品（合板以外の林産品は即時関税撤廃）などが行われた。
日本は、ほぼ全ての鉱工業品につき10年以内に関税撤廃（鉄鋼：ほぼすべての関税を10年以内に撤廃。自動車：現地組立車用部品は関税即時撤廃）などを獲得している。